# Верхньоесманський заказник
Верхньоесма́нський зака́зник — ландшафтний заказник місцевого значення в Україні. Розташований у межах Глухівського району Сумської області, біля сіл Шевченкове та Землянка, що на захід від міста Глухова. 
Площа 2160 га. Статус надано згідно з рішенням облвиконкому від 25.09.1979 року № 662, рішенням облради від 13.10.1994 року. Перебуває у віданні: Шевченківська сільська рада, Землянківська сільська рада, ДП «Глухівське лісове господарство», ДП «Глухівський агролісгосп». 
Охороняється мальовнича територія у верхів'ях річки Есмані. Заказник охоплює кілька лісових масивів (сосна, дуб), розчленованих численними балками і ярами, а також заболочені луки з невеликими озерцями. Збереглася багата водна, прибережно-водна, болотяна і лучна рослинність.

## Галерея

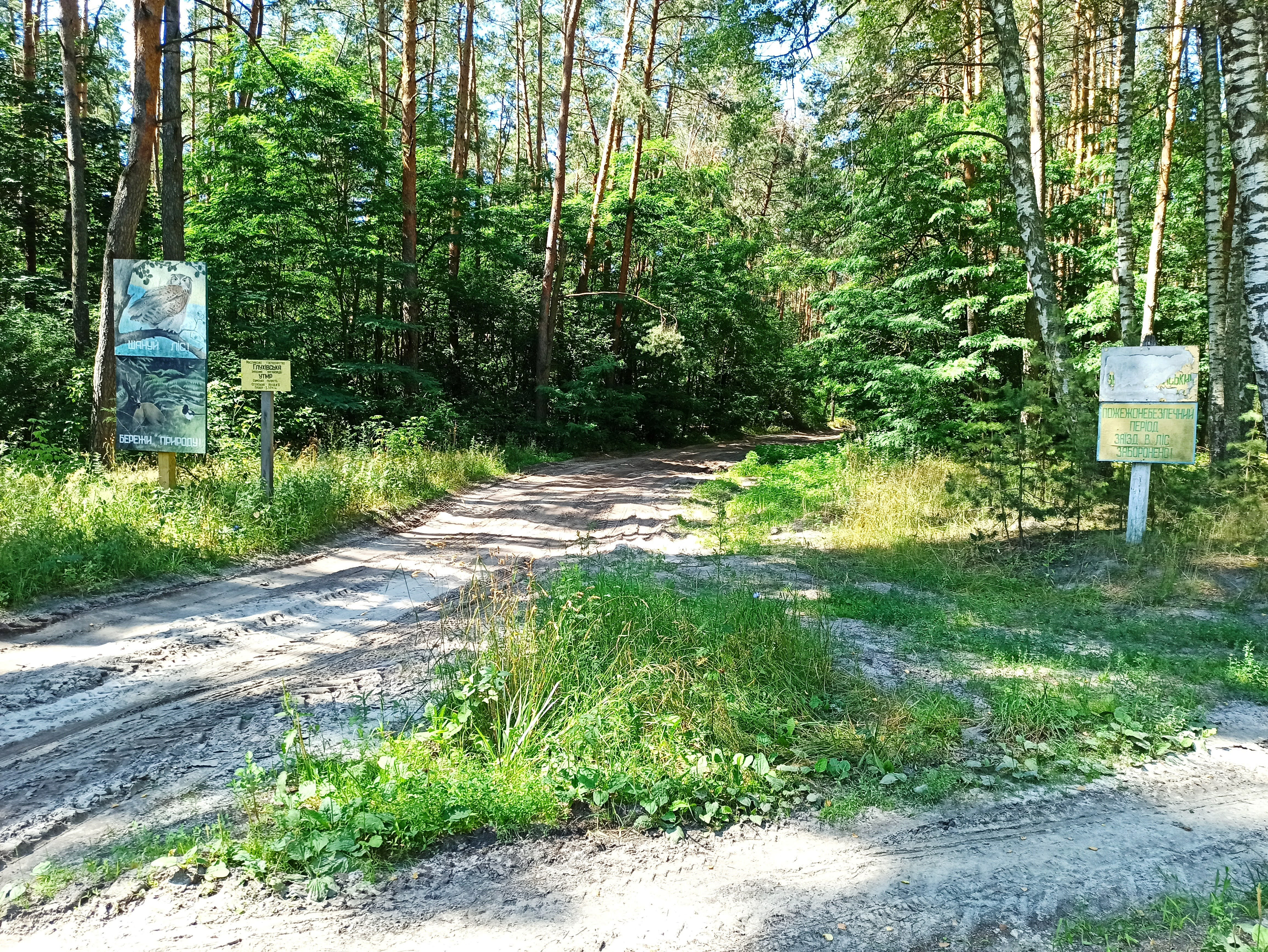
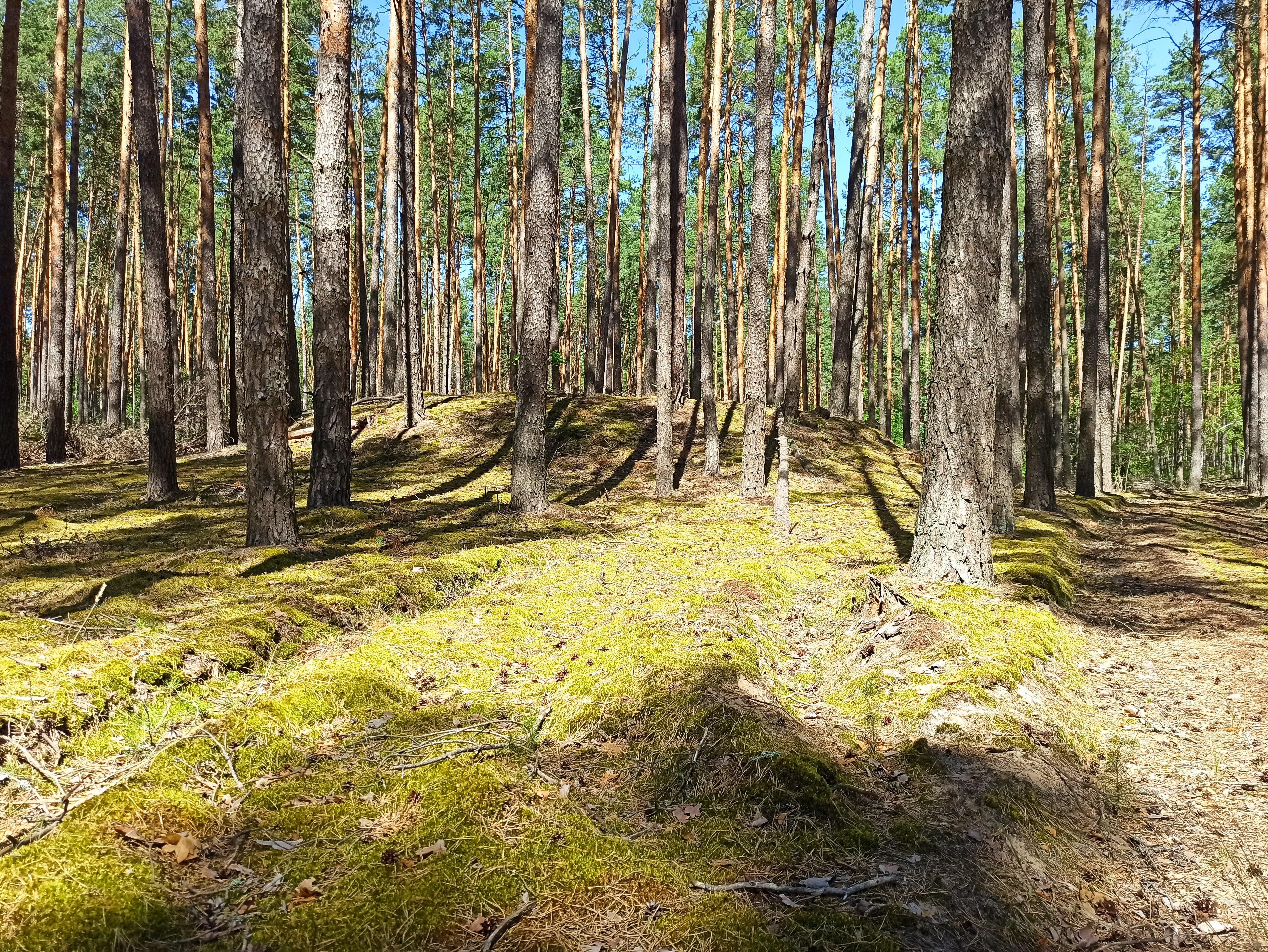
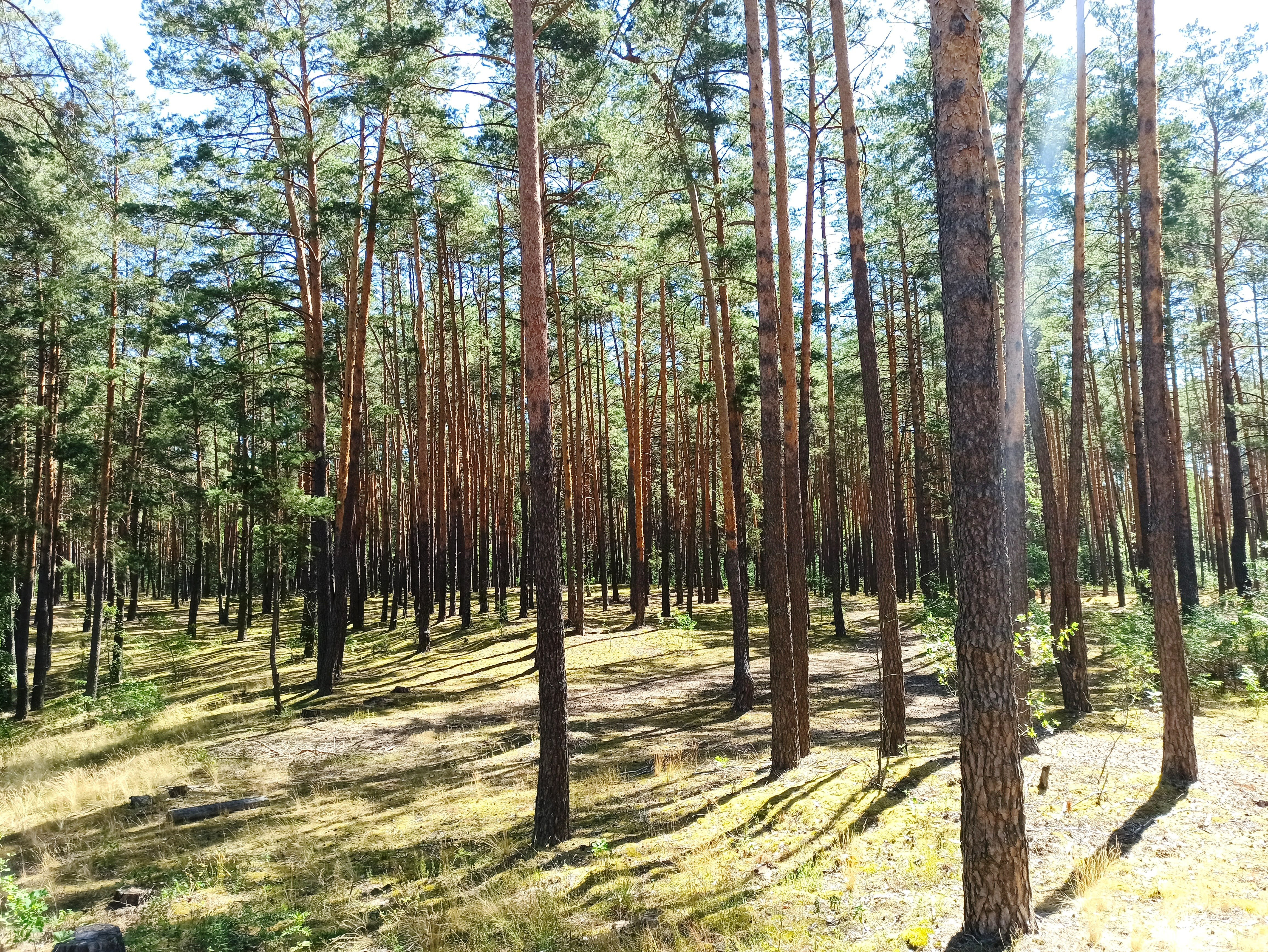
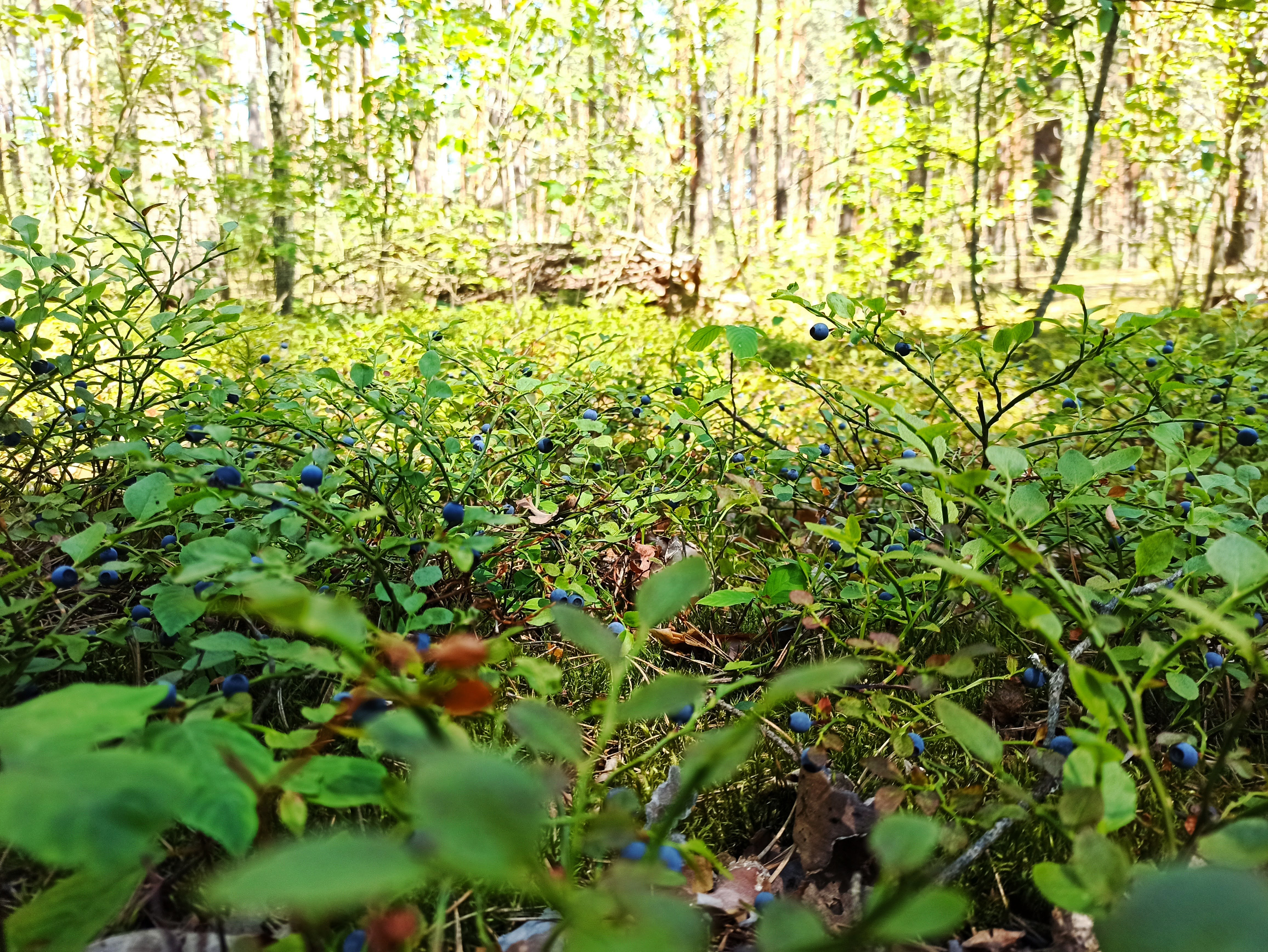